# Amyema biniflora
Amyema biniflora, o visco-de-duas-flores, é uma espécie de planta pertencente ao género Amyema, uma planta hemiparasitária epifítica da família Loranthaceae, endémica de Queensland, Austrália.

## Ecologia
A. biniflora é encontrada em espécies de árvores com madeira avermelhada e em eucaliptos

## Taxonomia
Foi descrita pela primeira vez por Barlow, em 1966.